# Charles de Levin
Charles de Levin, Seigneur de Famars (? - 1592) est un noble du Hainaut, calviniste, qui servit dans l'armée des Provinces-Unies, où après s'être illustré lors de la campagne des Flandres, il atteint le grade de général commandant l'artillerie. Il meurt en 1592, atteint d'une balle alors qu'il commande ses troupes devant la place forte espagnole d'Ootmarsum.